# Philip Heintz
Philip Marvin Heintz (Mannheim, 21 de febrero de 1991) es un deportista alemán que compite en natación, especialista en el estilo.
Ganó una medalla de plata en el Campeonato Mundial de Natación en Piscina Corta de 2016, dos medallas de plata en el Campeonato Europeo de Natación, en los años 2014 y 2018, y cinco medallas en el Campeonato Europeo de Natación en Piscina Corta entre los años 2013 y 2019.
Participó en tres Juegos Olímpicos de Verano, entre los años 2012 y 2020, ocupando el sexto lugar en Río de Janeiro 2016, en la prueba de 200 m estilos.

## Palmarés internacional
| Campeonato Mundial en Piscina Corta | Campeonato Mundial en Piscina Corta | Campeonato Mundial en Piscina Corta | Campeonato Mundial en Piscina Corta |
| Año                                 | Lugar                               | Medalla                             | Prueba                              |
| ----------------------------------- | ----------------------------------- | ----------------------------------- | ----------------------------------- |
| 2016                                | Windsor (Canadá)                    | Medalla de plata                    | 200 m estilos                       |
| Campeonato Europeo                  |                                     |                                     |                                     |
| Año                                 | Lugar                               | Medalla                             | Prueba                              |
| 2014                                | Berlín (Alemania)                   | Medalla de plata                    | 200 m estilos                       |
| 2018                                | Glasgow (Reino Unido)               | Medalla de plata                    | 200 m estilos                       |
| Campeonato Europeo en Piscina Corta |                                     |                                     |                                     |
| Año                                 | Lugar                               | Medalla                             | Prueba                              |
| 2013                                | Herning (Dinamarca)                 | Medalla de oro                      | 200 m estilos                       |
| 2015                                | Netanya (Israel)                    | Medalla de plata                    | 200 m estilos                       |
| 2017                                | Copenhague (Dinamarca)              | Medalla de oro                      | 200 m estilos                       |
| 2017                                | Copenhague (Dinamarca)              | Medalla de plata                    | 400 m estilos                       |
| 2019                                | Glasgow (Reino Unido)               | Medalla de bronce                   | 200 m estilos                       |